# Lee Jaffe
Lee Jaffe (nascido em 1950) é um artista, fotógrafo, produtor cinematográfico e músico Americano.

## Biografia
Nascido em uma família de origem judaica no bairro do Bronx, Lee cresceu na cidade de Nova Iorque. Após concluir seus estudos do ensino médio, deixou o estado de Nova Iorque para ingressar na Universidade Estadual da Pensilvânia, onde ele estudou história e literatura, história da arte e filosofia moderna.
Aos 19 anos, ele retornou ao seu estado por um breve período para tocar em bandas de música, até, por motivos desconhecidos, decidir se mudar para o Brasil. No Brasil, ele dirigiu o seu primeiro filme experimental, Nine Ways of Dying, gravado no formato 16 mm em região serrana. Lee Jaffe fez amizade com o cineasta Neville d’Almeida e o artista Hélio Oiticica, com quem fez uma colaboração em Belo Horizonte.
Ele retornou a Nova Iorque no ano de 1971, onde continuou produzindo os seus filmes como Impact e participando de eventos no Museu de Arte Moderna de Nova Iorque. Em 1972, conheceu Bob Marley, num quarto de hotel em Nova Iorque. Jaffe programou uma viagem de duas semanas para Jamaica, mas permaneceu no país por cinco anos para morar com Bob, onde seguiu com sua carreira musical compondo os álbuns Natty Dread e Legalize It com Peter Tosh.
Após chegar em Nova Iorque novamente em 1977, Lee Jaffe voltou-se para pintura. Suas obras trabalham com temas relacionadas com a marginalização dos Estados Unidos, como a exploração do negro, o relacionamento com os povos originários e a ambiguidade dos traidores da pátria.

## Vida pessoal
Em 1973, Lee Jaffe conheceu a atriz brasileira Maria Gladys, com quem teve uma filha, Rachel, mãe da atriz britânica Mia Goth.

## Filmografia

### De 1969 a 1972
- Mask Whisper
- Parallel Fears (com Miguel Rio Branco)
- Impact (com Vito Acconci)
- Nine Ways of Dying
- Brooklyn Bridge (com Gordon Matta-Clark)
- Le Chien (estrelando Rita Renior e Elizabeth Weiner)
- The Life and Times of Luis Gonzaga

### 2009
- Flow: For Love of Water (produtor cinematográfico)

## Discografia
- 1977 Peter Tosh, Legalize it
- 1986 Joe Higgs, Family
- 1988 Joe Higgs, Blackman Know Yourself
- 1991 The Wailing Souls, All Over The World
- 1994 Morgan Heritage, Miracles
- 1994 Barrington Levy, Barrington
- 1999 Barrington Levy, Living Dangerously